# Symphonie no 1 de Dutilleux
Pour les articles homonymes, voir Symphonie no 1.
La symphonie no 1 est une œuvre d'Henri Dutilleux, achevée en 1951, première des deux symphonies qu'il a écrites.
Il s'agit d'une composition de relative jeunesse, la première composition purement orchestrale de Dutilleux, dans une forme très classique malgré un discours musical particulièrement libre. L'orchestration requiert 85 instrumentistes dont des percussions étoffées : xylophone,  vibraphone,  glockenspiel,  célesta et piano. 
Sa création eut lieu au Théâtre des Champs-Élysées le 7 juin 1951 par l'Orchestre national de France sous la direction de Roger Désormière.  
Elle comporte quatre mouvements et son exécution demande environ une demi-heure.
- Passacaille
- Scherzo molto vivace
- Intermezzo
- Finale con variazioni

Cette symphonie démontre l'attachement de Dutilleux aux variations qui se trouvent ici dans le premier et le dernier mouvement, d'autant que l'emploi d'une passacaille comme premier mouvement est extrêmement rare. Celui-ci comporte 35 répétitions des quatre mesures de basse, annoncées au tout début par les contrebasses.
Dutilleux définit son deuxième mouvement, un Scherzo original et énergique, comme étant « tout en virtuosité et démonstration ».
Il développe dans le troisième mouvement Intermezzo un procédé qu'il réutilisera très souvent dans ses compositions futures : il ne présente pas le thème immédiatement au début, mais préfère le dévoiler au moyen d'une évolution lente et progressive. Le Finale débute par une utilisation majestueuse des percussions, avant de revenir dans une atmosphère plus calme et grave.
Dutilleux nous montre avec cette symphonie sa parfaite maîtrise de l'orchestration.
Maurice Pialat utilise quelques mesures de l'Intermezzo dans son film Sous le soleil de Satan.